# Heidelberger Gruppe der Rechtslinguistik
Die Heidelberger Gruppe der Rechtslinguistik (oft kurz: "Heidelberger Gruppe") ist eine interdisziplinäre Forschungsgruppe zur Untersuchung rechtlicher Fachkommunikation. Sie wurde 1983 gegründet und hat maßgeblich die rechtslinguistische Forschung im deutschsprachigen Raum geprägt.

## Entstehung und Zielsetzung
Die Heidelberger Gruppe der Rechtslinguistik zählt zu den ältesten bis heute existierenden rechtslinguistischen Forschungsgruppen. Sie wurde 1983 maßgeblich von den Sprach- und Rechtswissenschaftlern Rainer Wimmer (Trier), Friedrich Müller (Heidelberg), Dietrich Busse (Düsseldorf) und Ralph Christensen (Mannheim) initiiert und tagt in unterschiedlicher Zusammensetzung seit dieser Zeit etwa vier Mal im Jahr im Raum Heidelberg-Mannheim. Die Gruppe ist kein eingetragener Verein. Seit ihrer Gründung hat die Heidelberger Gruppe die rechtslinguistische Forschung im deutschsprachigen Raum wesentlich geprägt und wichtige Grundlagenwerke zur Sprache-und-Recht-Forschung hervorgebracht. Koordiniert wird die Gruppe seit 2014 durch den Rechtslinguisten Friedemann Vogel (Siegen).
Ziel der Heidelberger Gruppe ist die Förderung der interdisziplinären Erforschung von Sprache und Medialität des Rechts.
Gemeinschaftspublikationen der Gruppe sind zuletzt in der von Ralph Christensen und Friedemann Vogel herausgegebenen Reihe "Sprache und Medialität des Rechts" (SMR) im Verlag Duncker & Humblot erschienen.

## Ständige Mitglieder der Gruppe
- Friedrich Müller (em. Rechtswissenschaftler, Heidelberg)
- Ralph Christensen (Rechtswissenschaftler, Mannheim/Bonn)
- Dietrich Busse (Linguist, Düsseldorf)
- Rainer Wimmer (em. Linguist, Trier)
- Thomas-Michael Seibert (Rechtswissenschaftler/Richter a. D., Frankfurt)
- Ekkehard Felder (Linguist, Heidelberg)
- Janine Luth (Linguistin, Heidelberg)
- Bernd Jeand’Heur (Rechtswissenschaftler)
- Philippe Mastronardi (em. Rechtswissenschaftler)
- Florian Windisch (Rechtswissenschaftler)
- Isolde Burr-Haase (Linguistin, Köln)
- Peter Schiffauer (Rechtswissenschaftler, Hagen)
- Hanjo Hamann (Rechtswissenschaftler, Bonn)
- Friedemann Vogel (Linguist, Siegen)